# Katastrofa lotu Atlas Air 3591
Katastrofa lotu Atlas Air 3591 – wypadek samolotu towarowego typu Boeing 767-300BCF amerykańskiego przewoźnika Atlas Air, lecącego z Miami do Houston, który 23 lutego 2019 o godzinie 18:45 UTC (12:45 CST) rozbił się w pobliżu miasta Anahuac podczas podejścia do lądowania.

## Samolot i załoga

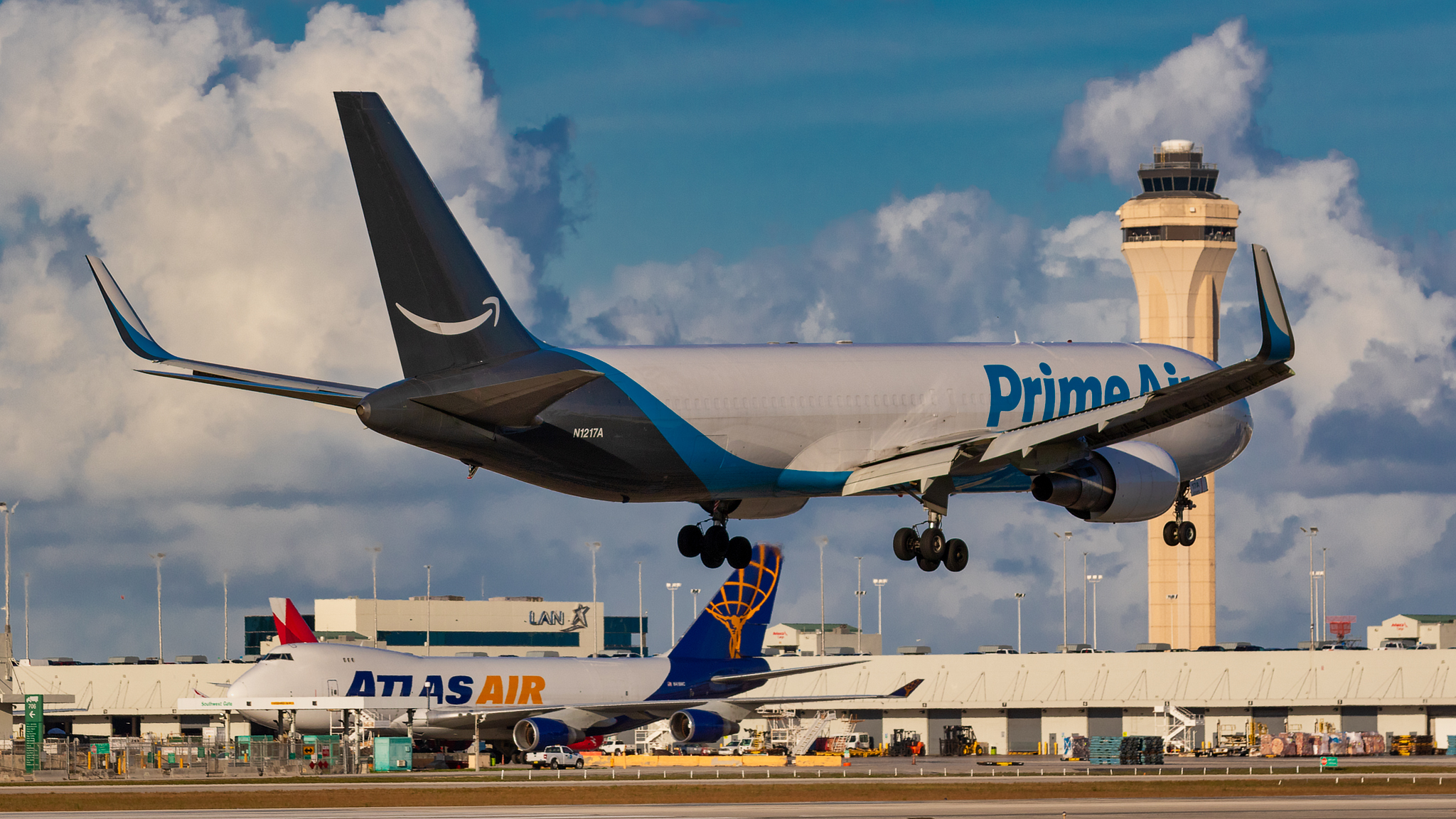
Boeing 767, który uległ katastrofie (nr rej. N1217A)

Boeing 767-300BCF o numerze seryjnym 25865/430, zbudowany w 1992, zarejestrowany jako N1217A i wyposażony w dwa silniki General Electric CF6-80. Oryginalnie zamówiony przez Canadian Airlines, jednak jego pierwszym użytkownikiem były China Southern Airlines. Od 1997 roku stanowił część floty LAN Airlines. W 2017 przebudowany z wersji pasażerskiej na towarową i zakupiony przez Atlas Air. W dniu wypadku samolot miał prawie 27 lat i wylatał łącznie 91 tysięcy godzin.
Załogę maszyny stanowili kapitan Ricky Blakely oraz pierwszy oficer Conrad Jules Aska. Dodatkowo na pokładzie znajdował się Sean Archuleta – kapitan zatrudniony w Mesa Airlines, który podróżował służbowo na składanym siedzeniu w kokpicie.

## Przebieg zdarzenia
Samolot znajdował się na podejściu do lotniska w Houston, gdy z niewyjaśnionych przyczyn wykonał ostry zakręt na południe, a następnie skierował się pionowo w dół. Świadkowie zdarzenia opisywali, że widzieli samolot w locie nurkowym.
O godzinie 12:36 CST utracono kontakt radarowy. Tuż przed 12:45 CST lot 3591 uderzył z dużą prędkością w wody zatoki Trinity, około 60 km od miejsca docelowego. Zginęli wszyscy znajdujący się na pokładzie.
W okolice miejsca katastrofy natychmiast wysłano śmigłowiec amerykańskiej Straży Wybrzeża oraz kilka łodzi. Największy znaleziony fragment samolotu miał niecałe 15 metrów długości.

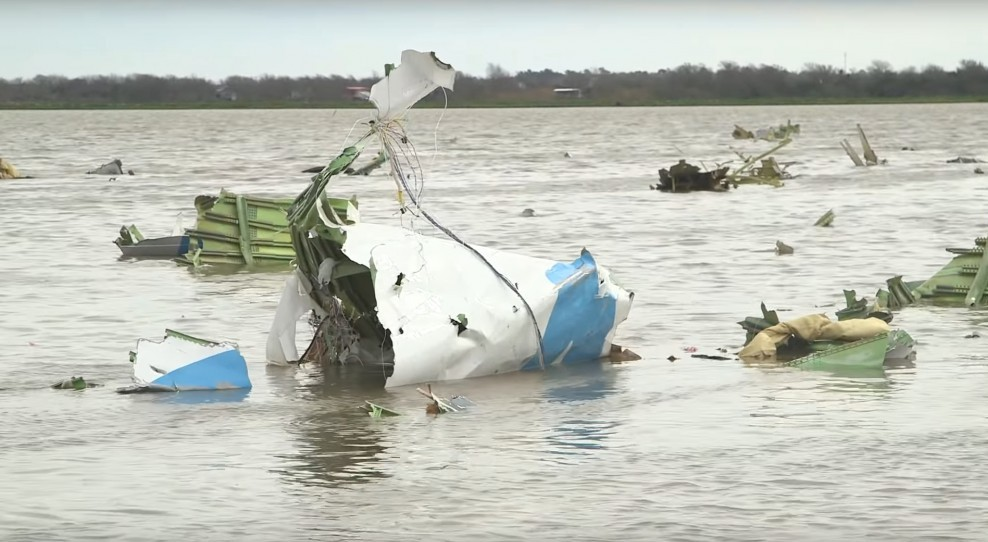
Wrak samolotu

## Śledztwo

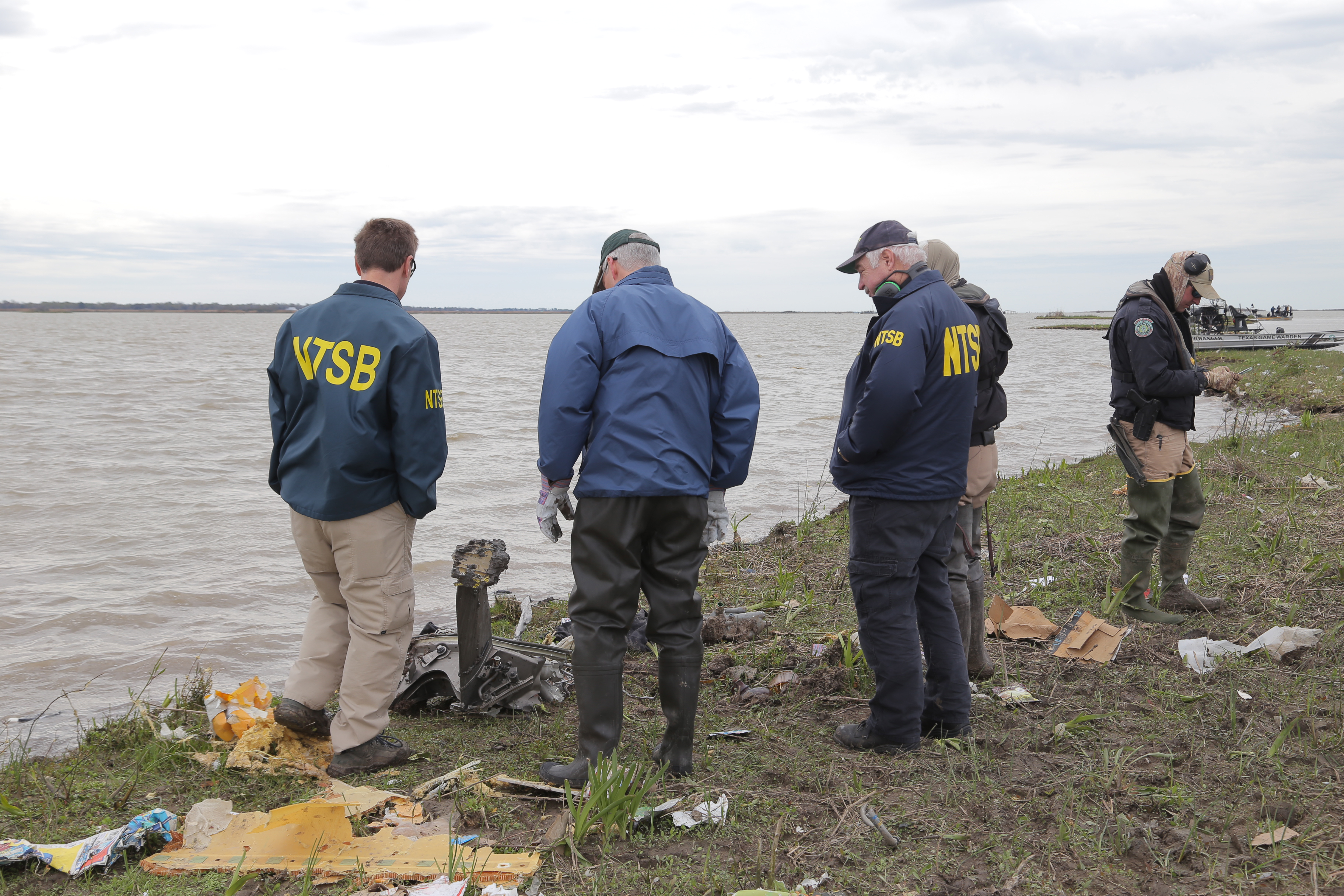
Śledczy NTSB oglądają szczątki samolotu na skraju zatoki Trinity

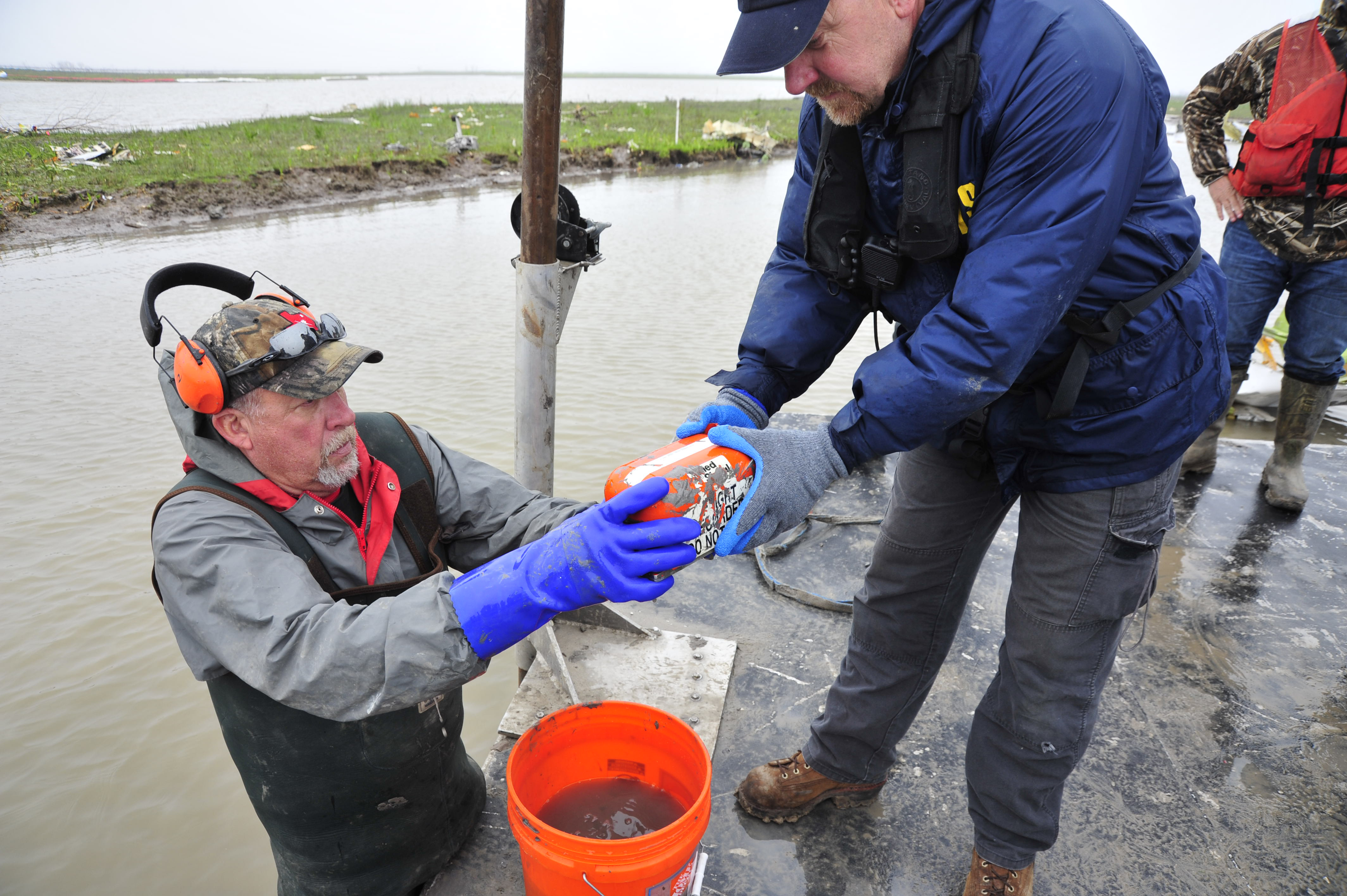
Znaleziony na miejscu zdarzenia rejestrator parametrów lotu

Na miejsce wypadku wysłano śledczych z FAA, FBI oraz NTSB. Dzięki pomocy nurków, z wody udało się wydobyć rejestrator parametrów lotu oraz rejestrator rozmów w kokpicie.
W ustaleniu przyczyn katastrofy pomaga również Boeing, General Electric, Atlas Air, Stowarzyszenie Kontrolerów Ruchu Lotniczego oraz związki zawodowe.
Po odsłuchaniu nagrań z rejestratora rozmów, NTSB ustaliło, że piloci stracili kontrolę nad samolotem 18 sekund przed końcem nagrania.
12 marca 2019 NTSB opublikowało dokument, w którym stwierdzono, że "samolot na 18 sekund przed uderzeniem pochylił nos do około 49 stopni w odpowiedzi na ruch kolumny sterowej". Tego samego dnia oświadczenie zostało zmienione na "... w odpowiedzi na odchylenie steru wysokości w dół".
W dniu 19 grudnia 2019 został opublikowany ponad 3000-stronicowy dokument zawierający informacje zebrane podczas dochodzenia. Obejmuje on między innymi dokładny przebieg zdarzenia, transkrypcję rozmów w kokpicie oraz dane zapisane przez rejestrator parametrów lotu.
14 lipca 2020 NTSB opublikowało animacje, w której ukazana jest sekwencja wydarzeń, które doprowadziły do katastrofy. Jako przyczyny wymienia się przypadkową aktywację trybu odejścia na drugi krąg przez pierwszego oficera, jego dezorientację przestrzenną spowodowaną najprawdopodobniej złudzeniem somatograwitacyjnym, a w konsekwencji skierowanie przez niego samolotu w dół w celu wyprowadzenia go z odczuwanego przez niego przeciągnięcia, które w rzeczywistości nie wystąpiło.